# Łazy (Lubliniec)
Pour les articles homonymes, voir Łazy.
Łazy est une localité polonaise de la gmina de Koszęcin, située dans le powiat de Lubliniec en voïvodie de Silésie.